# Endoskopowe powiększanie piersi
Endoskopowe powiększenie piersi (przezpachowe powiększanie piersi) – zabieg chirurgiczny polegający na tym, że piersi powiększane są za pomocą implantów piersiowych wkładanych poprzez małe nacięcie w dole pachowym.
W języku angielskim stosuje się nazwę „transaxillary breast augmentation”, natomiast w języku polskim alternatywna nazwa, czyli „przezpachowe powiększenie piersi” jest rzadziej stosowana. Częściej używaną nazwą jest „endoskopowe powiększanie piersi”, gdyż nierzadko w tej metodzie używa się endoskopu w celu właściwego otwarcia kieszeni na implant.

## Zalety
Główną zaletą tej metody jest całkowity brak blizn w obrębie piersi. Implant wkładany jest przez cięcie pod pachą, gdzie skóra jest luźna i zwykle pomarszczona, więc po zagojeniu blizna powinna być niewidoczna nawet przy podniesionych do góry ramionach. Z tego właśnie powodu część pacjentek chce powiększenia piersi właśnie tą metodą. Jest to metoda z wyboru przede wszystkim dla modelek topless i aktorek, ale decydują się też na nią kobiety, które po prostu chcą ukryć fakt, że powiększyły piersi. Unikając blizny na piersi, powiększenie takie jest nie tylko dyskretne, a także w najmniejszym stopniu ingeruje w anatomię piersi. Jest to również metoda z wyboru przy zabiegach powiększania lub wyrównania klatki piersiowej implantami u mężczyzn.

## Wykonanie zabiegu
Zabieg polega na nacięciu skóry w dole pachowym, stworzeniu „kieszeni” na implant pod gruczołem, powięzią lub mięśniem piersiowym większym (wtedy właśnie używa się endoskopu, aby móc dobrze ocenić i odpreparować tkanki piersi lub pod piersią, które zlokalizowane są względnie daleko od cięcia) oraz wsunięciu implantu spod pachy, aż pod samą pierś i tym samym powiększeniu lub wypełnieniu jej.

## Ograniczenia
Z uwagi na jej wymagania techniczne bardzo niewielu chirurgów opanowało metodę przezpachową i dlatego jest ona najrzadziej stosowana. Jako, że stosowana jest jedynie przez wyspecjalizowanych w niej lekarzy, to wbrew obiegowym opiniom metoda ta ma porównywalny odsetek powikłań co przy innych  metodach powiększania biustu.